# Kristina "Kri" Gråberg
Kristina "Kri" Gråberg är huvudkaraktären Kri i böckerna om Kri av Ester Ringnér-Lundgren. I den första boken från 1957 blir Kri inneboende hos familjen Berg. Böckerna gavs ut på B. Wahlströms bokförlag. Kri och hennes vänner beskrivs av en allvetande berättarröst och böckerna har en varm och humoristisk ton.

## Kri och böckerna
Serien om Kri innehåller humor och lättsam underhållning. Birgitta Theander skriver om detta och nämner att det ofta är en glättig, pratsam läsarnära ton och en självironisk jagberättare i en del av de flickböcker hon undersökt. Serien om Kri har enligt Theander "omisskännligt Ringnér-Lundgrensk humor" men skiljer sig genom att det är en allvetande berättarröst och har en mjuk och allvarsam ton.
Kring 1960-talet uppträder ett globalt perspektiv i flickböckerna. Ett tema är att de välbeställda ska hjälpa de mindre lyckligt lottade och ett exempel som nämns i studien är Kri, i Ett hjärta åt Kri, som berörs av en bild på ett svältande flyktingbarn och därför anordnar en välgörenhetssoaré för att samla in pengar.

## Rollfigurer
- Kri
- Vimsi - Viveka Brant blir Kris bästa vän

## Böckerna
- 1957 – Kri finner en vän
- 1958 – Det går över, Kri
- 1960 – Kri och Vimsi
- 1960 – Ett hjärta för Kri
- 1961 – Melodi för Kri ("En melodi för Kri" på omslaget)